# Kärlek & vilja
Kärlek & vilja är en svensk dramafilm från 2018, regisserad och skriven av Marcus Carlsson i samarbete med Ingebjørg Buen, Johanna Strömberg & David Levi. I rollerna ses bland andra Ingebjørg Buen, Johanna Strömberg, Magnus Sundberg, Anton Jarlros Gry. 
Hösten 2018 belönades Kärlek & vilja för bästa drama på Oslo Film Festival och Lovisa Charlier nominerades till bästa producent. I maj 2019 belönades filmen med "Best Screenplay" under Mexico International Film Festival. 

## Rollista
- Ingebjørg Buen – Isabell
- Johanna Strömberg – Jessica
- Magnus Sundberg – Stefan
- Anton Jarlros Gry – Lukas
- Amanda Renberg – Madeleine
- Jonas Rimeika – Martin
- Sofia Westberg – Isabells arbetskamrat

## Om filmen
Kärlek & vilja producerades av Lovisa Charlier för produktionsbolaget Mariedamfilm AB. Den fotades av Sara Svärdsén och klipptes av Patrik Forsell och Marcus Carlsson. Den premiärvisades den 31 januari 2018 på Göteborgs filmfestival. Öppningsscenen är en hyllning till John Cassavetes. Det var Marcus Carlsson och Johanna Strömbergs fjärde samarbete, de har tidigare arbetat ihop på långfilmen Din barndom ska aldrig dö och kortfilmerna Dirtbags och Heja Degerfors.

## Mottagande
Aftonbladet Emma Gray Munthe listade Kärlek & vilja bland sina filmfavoriter från 2018. Fin regi av Marcus Carlsson, fint spel, energi och riktiga människor - Emma Gray Munthe
Moviezines Jonathan Enochsson skrev om en välspelad film med ett fint budskap, men även att den saknar tempo och misslyckas med att skapa en engagerande berättelse.
"En rörande vacker film som griper tag, Med ypperlig regi och fantastiska skådespelarinsatser var jag som uppslukad från första till sista bildruta" - Moa Olsson, Castingverket. 